# Bella La Rosa
Bella Teresa De Jesus La Rosa De La Rosa (Cagua, Estado Aragua, Venezuela, 1949) es una modelo, escritora y ex-reina de belleza de Venezuela.
Fue Miss Venezuela 1970 y representante oficial de Venezuela en el certamen Miss Universo 1970 celebrado en Miami Beach, Estados Unidos, el 11 de julio de 1970, donde clasificó en el Top 15 de semifinalistas.

## Miss Venezuela 1970
Entró al concurso en reemplazo de su gemela Linda Mercedes De La Concepción La Rosa De La Rosa, quien en aquella época declaró que se había retirado porque se había caído de un caballo en el haras de la familia, ubicado entre Cagua y Santa Cruz de Aragua. Pero realmente Linda se retiró porque su padre, un médico cirujano, era un hombre muy estricto y Bella, quien siempre tuvo un carácter fuerte, dijo: "Si no participa mi hermana, participaré yo". Y en efecto así fue y lo hizo, representando al estado Aragua. Bella ganó el título de Miss Venezuela 1970, el 1 de julio de 1970, en el Teatro Nacional, en Caracas, Venezuela. Representó a su país en el "Miss Venezuela 1970", en Miami Beach, Florida, Estados Unidos. Clasificó en el Top 15 semifinalistas, luego se retiró de la vida pública. Por parte de madre es hermana de Mercedes Revenga de la Rosa, Miss Venezuela 1964 y semifinalista de Miss Universo 1964.